# Holborn (Londons tunnelbana)
Holborn är tunnelbanestation i centrala London. Stationen är en stor knutpunkt för Piccadilly line samt  Central line i Londons tunnelbana och öppnade på Piccadilly line 1906 och Central line 1933. 1907 öppnade en kort linje som enbart gick mellan Holborn samt Aldwych tunnelbanestation som var en del av Piccadilly line. Då det var lite passagerare på denna linje så lades den ner år 1994. Plattformarna finns kvar avstängda på Holborn station för denna linje. Av totalt 6 perronger används därför idag endast 4 st. Nära stationen finns British Museum.

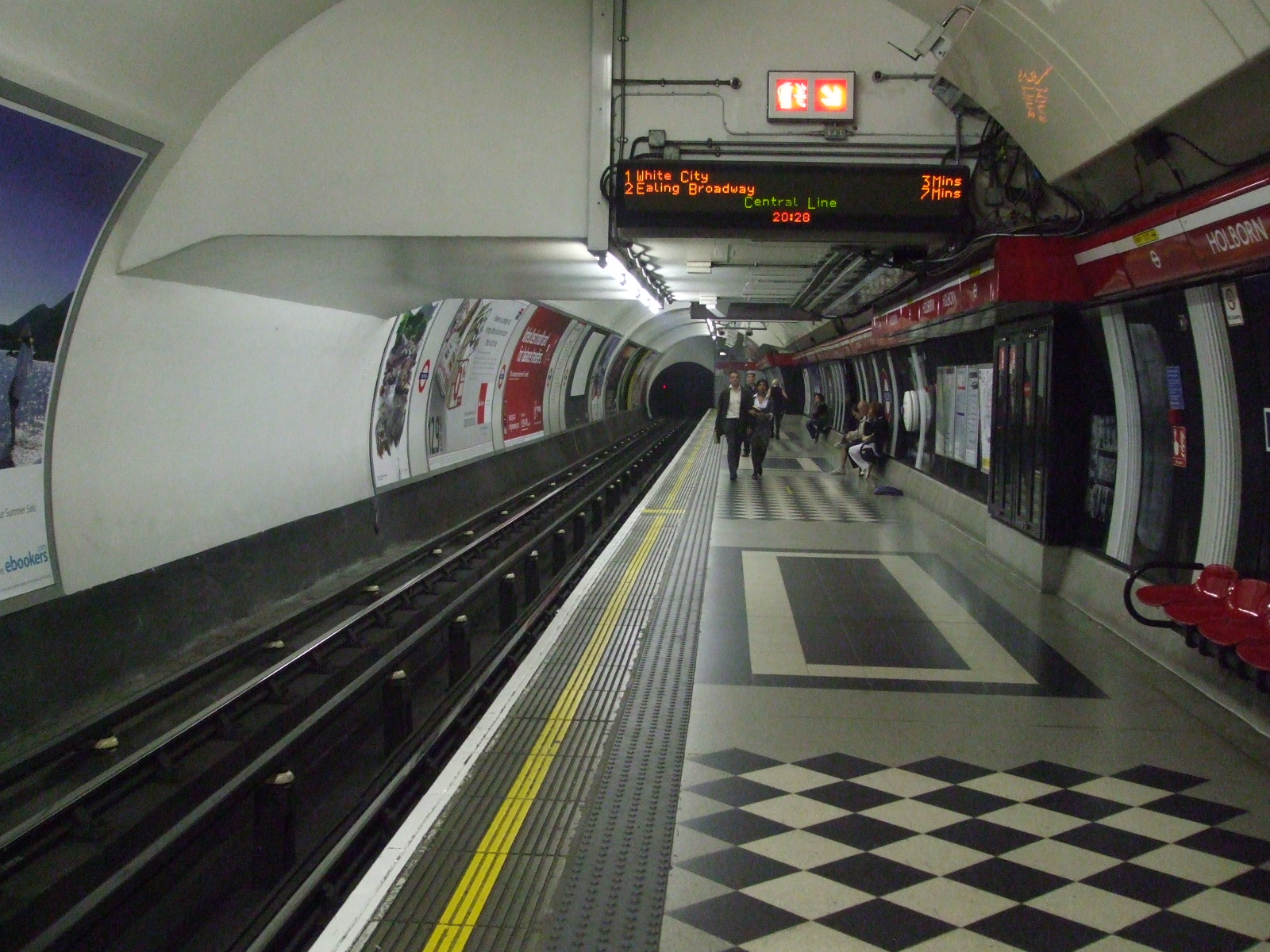
Central line
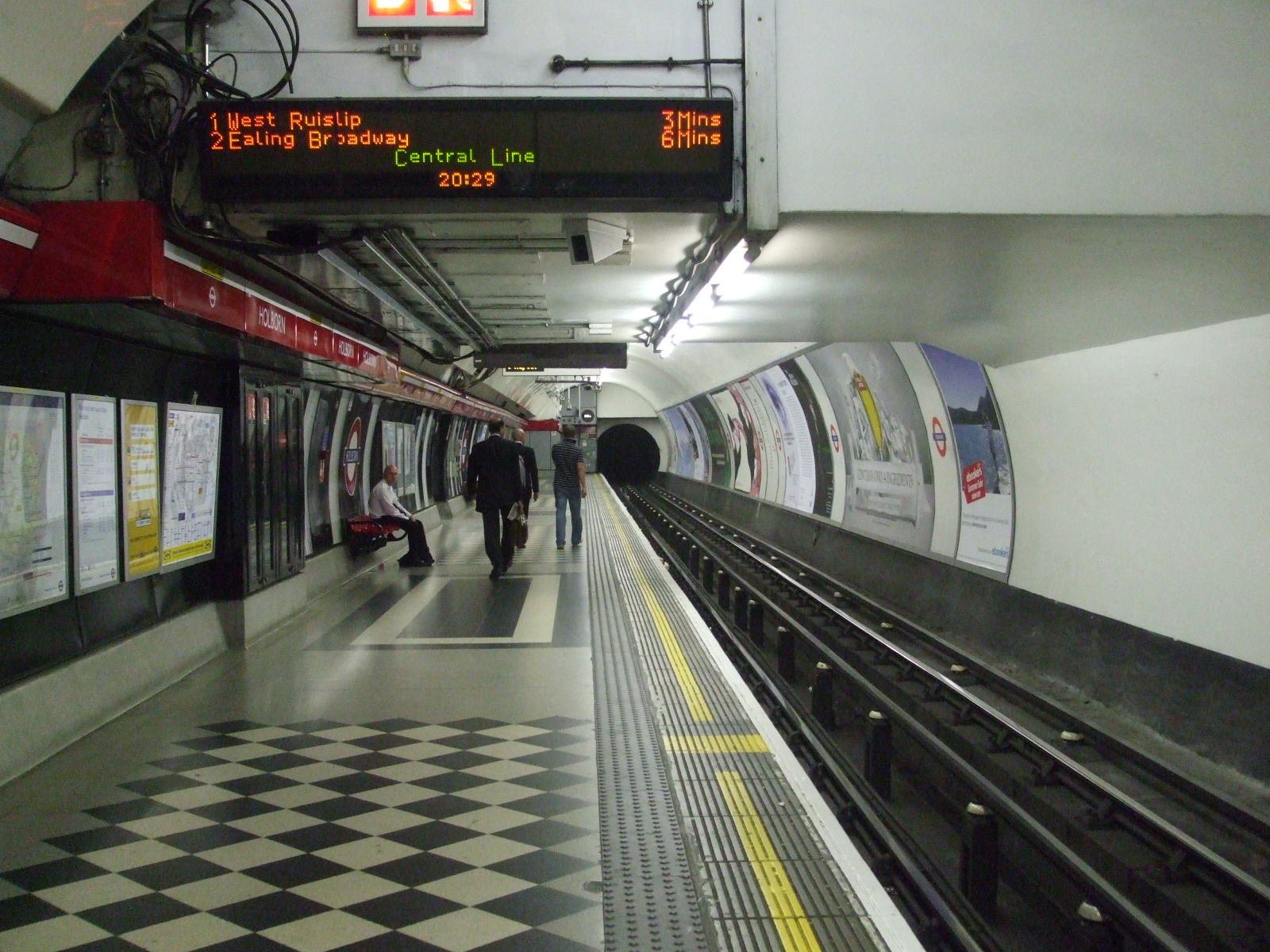
Central line
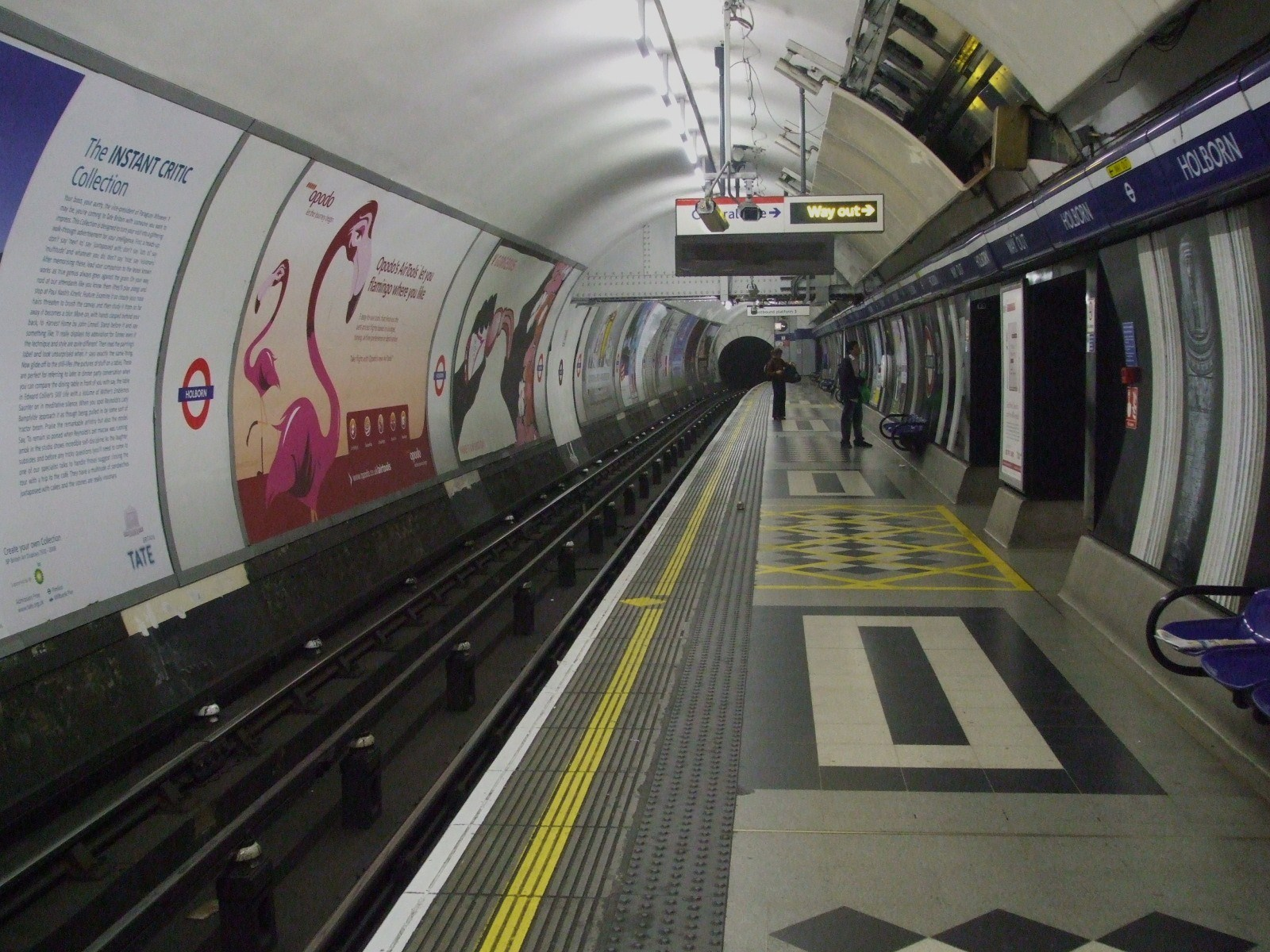
Piccadilly line
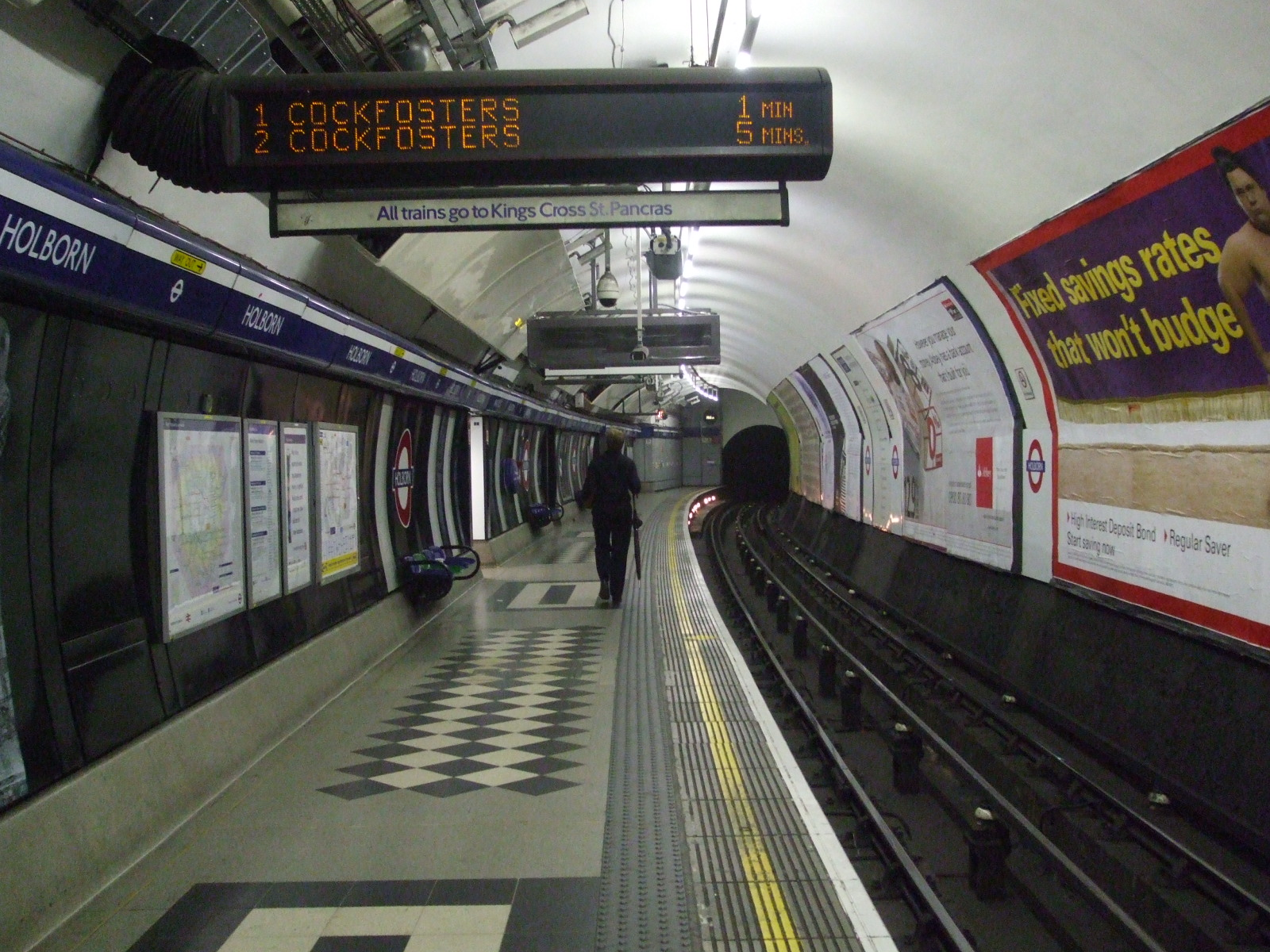
Piccadilly line